# Akademische Burschenschaft Markomannia Wien zu Deggendorf
Die Akademische Burschenschaft Markomannia Wien zu Deggendorf war eine farbentragende, pflichtschlagende Studentenverbindung in Deggendorf. Die Burschenschaft fusionierte 2023 mit der Wiener akademischen Burschenschaft Bruna Sudetia zur Wiener akademischen Burschenschaft Bruna Markomannia.
Die Burschenschaft Markomannia war Mitglied der Deutschen Burschenschaft (DB) und der Burschenschaftlichen Gemeinschaft (BG). Sie wurde 1860 in Olmütz als landsmannschaftliche Ferialverbindung gegründet und wurde 1889 endgültig zu einer Burschenschaft.

## Couleur und Wahlspruch
Die Verbindungsfarben sind schwarz-weiß-gold. Der Wahlspruch der Burschenschaft Markomannia lautete seit 1862 Aus eigener Kraft.

## Geschichte

### Wien
Am 10. September 1860 gründeten 16 aus Olmütz stammende Studenten der Universität Wien die Verbindung Olomutia, eine auf landsmannschaftlicher Basis aufgebaute Ferialverbindung, d. h. nur ehemalige Gymnasiasten aus Olmütz konnten rezipiert werden. Als Couleurfarben wählte man Farben der Stadt Olmütz (Rot-Weiß-Rot), als Kopfcouleur entschied man sich für eine schwarze Tuchmütze.
Die ersten Alten Herren gingen schon im Oktober 1861 hervor.
Vier Monate später, im Februar 1862, wählte man schwarz-weiß-gold als Verbindungsfarben, ebenfalls entstand zu dieser Zeit der noch heute aktuelle Wahlspruch: Aus eigener Kraft.
Um die Verbindung am Leben zu erhalten, entschied man im Mai 1862 den Status einer Landsmannschaft fallen zu lassen und den Status einer akademischen Verbindung anzunehmen.
Seit Ende des Jahres 1862 gilt eine unbedingte Satisfaktion. Im Februar 1863 wurde die Umwandlung in eine Burschenschaft erwogen, diskutiert und auch beschlossen. Im selben Atemzug nahm die Verbindung den Namen Markomannia an und feierte das dritte Stiftungsfest bereits unter dem Namen Burschenschaft Markomannia.
Im Jahr 1870 kam es erneut zu einer Umwandlung in eine Landsmannschaft, auf die Bezeichnung Burschenschaft wurde explizit verzichtet. Dies galt bis 1898, da in diesem Jahr der Antrag auf endgültige Umbenennung in eine Burschenschaft beantragt und angenommen wurde.
Im Dezember 1918 nahm die Burschenschaft nach Beendigung des Ersten Weltkriegs, in dem fünf Mitglieder fielen, das Verbindungsleben wieder auf. Bereits 1919 erreichte die Aktivitas einen Stand von 16 Füchsen, ebenso vielen aktiven und 14 inaktiven Burschen; zum 60. Stiftungsfest versammelten sich 108 Markomannen, die höchste Zahl, die bei so einem Anlass bisher erreicht wurde. 1934 erwarb die Burschenschaft Markomannia in Wien Eigentum, verlor es jedoch nach neun Jahren, im Jahr 1943, aufgrund der allgemeinen Lage endgültig. Nach dem Anschluss Österreichs wurden, wie zuvor im Altreich, die Burschenschaften in Kameradschaften des NS-Studentenbundes umgewandelt. Markomannia bestand als Kameradschaft Otto Sennhofer fort.
Während des Zweiten Weltkrieges mussten alle Aktiven der Kameradschaft in den Krieg, es fielen 13 Mitglieder. Nach dem Krieg wurde im Mai 1953 der Aktivenbetrieb in Wien wieder aufgenommen.

### Passau
1972 musste sich die Burschenschaft Markomannia das erste Mal vertagen. Im Januar 1985 trafen sich Vertreter der Burschenschaft Markomannia mit Burschenschaftern aus Passau. Grund des Treffens war eine mögliche Rekonstitution des Bundes in der jungen Universitätsstadt Passau. Aufgrund des Ausbleibens neuer Bundesbrüder beschloss der Konvent zwei Monate später, die Heimat Wien zu verlassen und nach Passau umzusiedeln. Im Sommersemester 1985 bezog der Bund seine Konstante in der Passauer Altstadt.

### Deggendorf
2003 stellte die in Passau ansässige Verbindung ihre Vereinstätigkeit ein. 2008 schlossen sich an der Technischen Hochschule Deggendorf mehrere Interessierte zusammen, die im Lauf der Zeit Kontakt zu Mitgliedern der Verbindung in Passau knüpften. 2011 nahm der in Deggendorf gegründete Verein den Namen „Akademische Burschenschaft Markomannia Wien zu Deggendorf“ an.
Infolge einer Anfrage der Grünen wurde die Burschenschaft 2019 vom Bayerischen Landesamt für Verfassungsschutz als „rechtsextremistisch“ bezeichnet und beobachtet. Die Vorwürfe wurden von der Burschenschaft zurückgewiesen. Im Verfassungsschutzbericht von 2020 war die Burschenschaft bereits nicht mehr enthalten.

### Fusion mit der Wiener akademische Burschenschaft Bruna Sudetia
Im Dezember 2023 fusionierte die Akademischen Burschenschaft Markomannia Wien zu Deggendorf mit der Wiener akademischen Burschenschaft Bruna Sudetia zur Wiener akademischen Burschenschaft Bruna Markomannia. Seitdem hat sie ihren Sitz in Deggendorf aufgegeben und existiert in Wien fort.

## Verhältnisse und Waffenring

### Freundschaftsverhältnisse
- Burschenschaft Germania Salzburg[14] (seit 1991; Trotz einer innigen Freundschaft bestand ein Paukverhältnis.)
- Burschenschaft Thessalia zu Prag in Bayreuth (seit 2002)

### Waffenring
Münchener Burschenschafter-Waffenring

## Bekannte Mitglieder
- Leopold Breitenecker (1902–1981), Rechtsmediziner
- Volker Dringenberg (* 1972), Jurist und Mitglied des Sächsischen Landtages (AfD)
- Franz Gruener (1879–1953), Politiker (SPÖ), Mitglied des Bundesrates
- Wilhelm Haas (1842–1918), Bibliothekar, Direktor der Universitätsbibliothek Wien
- Benno Imendörffer (1867–1945), Regierungsrat, Lehrer und Jugendschriftsteller
- Rudolf Jung (1882–1945), Politiker (DAP, DNSAP, NSDAP), Autor
- Otto Koller (1917–2015), Arzt im Rang eines SS-Hauptsturmführers
- Fritz Machatschek (1876–1957), Geograph (Physische Geographie, Geomorphologie)
- Franz Raaz (1894–1973), Mineraloge und Hochschullehrer (1961 Ehrenmitglied)
- Edgar Richter (1882–1952), Opernsänger
- Otto Skorzeny (1908–1975), SS-Obersturmbannführer